# The Client List (Fernsehserie)
The Client List ist eine US-amerikanische Dramaserie basierend auf dem Fernsehfilm Die Liste (englisch: „The Client List“). Hauptfigur ist Jennifer Love Hewitt, die wie auch Nebendarstellerin Cybill Shepherd in der Serie eine andere Rolle spielt als im Film. Die Serie, bestehend aus zwei Staffeln und 25 Episoden, wurde vom 8. April 2012 bis zum 16. Juni 2013 von Lifetime ausgestrahlt.

## Handlung
Die Serie handelt von Riley Parks, die von ihrem Mann verlassen wurde und sich danach alleine um ihre beiden Kinder kümmern muss. Als sie in finanzielle Schwierigkeiten gerät, ist sie gezwungen, einen Job als Masseurin im örtlichen Spa anzunehmen. Sie bemerkt jedoch rasch, dass dort nicht nur platonische Massagen angeboten werden. Ihr neuer Beruf verlangt ihr mehr als erwartet ab, da sie moralische Bedenken gegenüber dem sexuellen Aspekt ihrer Arbeit hat und sich neben ihrer Arbeit auch um ihre Kinder kümmern will. Als Folge entwickelt sie zwei unterschiedliche Lebensstile: einerseits ist sie eine fürsorgliche, alleinerziehende Mutter in einem konservativen Umfeld, andererseits ist sie eine taffe Frau, die nicht mit ihren sexuellen Reizen geizt und diese gezielt einsetzt, während sie sich außerdem als Geschäftsfrau darin beweist, auch undisziplinierte Arbeitskräfte zu kontrollieren.

## Besetzung und Synchronisation
Die deutsche Synchronisation entstand nach dem Dialogbuch von Claudia Sander unter der Dialogregie von Monica Bielenstein durch die Synchronfirma Berliner Synchron AG Wenzel Lüdecke.

### Hauptbesetzung
| Schauspieler/in      | Rolle              | Hauptrolle (Episoden) | Nebenrolle (Episoden) | Synchronsprecher/in |
| -------------------- | ------------------ | --------------------- | --------------------- | ------------------- |
| Jennifer Love Hewitt | Riley Parks        | 1.01–2.15             |                       | Melanie Hinze       |
| Loretta Devine       | Georgia Cummings   | 1.01–2.15             |                       | Martina Treger      |
| Colin Egglesfield    | Evan Parks         | 1.01–2.15             |                       | Julien Haggége      |
| Rebecca Field        | Lacey Jean         | 1.01–2.15             |                       | Christin Marquitan  |
| Naturi Naughton      | Kendra             | 1.01–1.10             |                       | Tanya Kahana        |
| Alicia Lagano        | Selena Ramos       | 1.01–2.15             |                       | Bianca Krahl        |
| Kathleen York        | Jolene             | 1.01–1.10             |                       | Petra Barthel       |
| Cybill Shepherd      | Linette Montgomery | 1.01–2.15             |                       | Monica Bielenstein  |
| Brian Hallisay       | Kyle Parks         | 1.07–2.15             | 1.01–1.06             | Peter Lontzek       |
| Laura-Leigh          | Nikki Shannon      | 2.01–2.15             |                       | Friedel Morgenstern |

### Nebenbesetzung
| Schauspieler/in    | Rolle             | Nebenrolle (Episoden) | Synchronsprecher/in |
| ------------------ | ----------------- | --------------------- | ------------------- |
| Tyler Champagne    | Travis Parks      | 1.01–2.15             | Pablo Ribet-Buse    |
| Cassidy Guetersloh | Katie Parks       | 1.01–2.15             | Paula Ohlhauser     |
| Desi Lydic         | Dee Ann           | 1.01–2.15             | Antje von der Ahe   |
| Elisabeth Röhm     | Taylor Berkhalter | 1.01–2.15             | Dascha Lehmann      |
| Brian Kerwin       | Garrett Landry    | 1.03–2.15             | Bodo Wolf           |
| Jon Prescott       | Dr. Mark Flemming | 1.03–2.15             | Markus Pfeiffer     |
| Greg Grunberg      | Dale Locklin      | 1.04–2.15             | Tobias Kluckert     |
| Bart Johnson       | Beau Berkhalter   | 1.04–2.15             | Edwin Gellner       |

## Ausstrahlung und Produktion
Die Pilotfolge der Serie wurde am 8. April 2012 auf Lifetime gesendet, die Dreharbeiten begannen allerdings schon am 17. Januar 2012. Eine Woche später erfolgte die reguläre Ausstrahlung der ersten Staffel. Die erste Staffel endete am 17. Juni 2012. Am 7. Mai 2012 wurde die Serie von Lifetime um eine zweite Staffel in Form von 15 Episoden verlängert, deren Produktion am 1. November 2012 begann. Die Ausstrahlung der zweiten Staffel erfolgte vom 10. März bis zum 16. Juni 2013. Nach einem Streit über die kreative Richtung einer möglichen dritten Staffel zwischen den Produzenten und der Hauptdarstellerin Hewitt, entschied sich der Sender die Serie Anfang November 2013 nach zwei Staffeln einzustellen.
Deutschland
Die Ausstrahlung der ersten Staffel in Deutschland erfolgte zwischen dem 5. November 2013 und dem 7. Januar 2014 beim Bezahlfernsehsender Passion. Die zweite Staffel sendet der Sender seit dem 15. April 2014.
Für das Free-TV zeigt Super RTL die Serie seit dem 23. November 2015 in Doppelfolgen.
Beide Staffeln waren auch bei Netflix zu sehen.

## Episodenliste

### Staffel 1
| Nummer (gesamt) | Nummer (Staffel) | Originaltitel        | Erstausstrahlung | Deutscher Titel           | Deutsche Erstausstrahlung |
| 01              | 01               | The Rub of Sugarland | 8. Apr. 2012     | Neustart mit Happy Ending | 5. Nov. 2013              |
| 02              | 02               | Turn the Page        | 15. Apr. 2012    | Schmerzliche Wahrheit     | 12. Nov. 2013             |
| 03              | 03               | Tough Love           | 22. Apr. 2012    | Neue Freunde, neue Feinde | 19. Nov. 2013             |
| 04              | 04               | Ring True            | 29. Apr. 2012    | Wahrheiten und Extras     | 26. Nov. 2013             |
| 05              | 05               | Try, Try Again       | 6. Mai 2012      | Versuch und Irrtum        | 3. Dez. 2013              |
| 06              | 06               | The Cold Hard Truth  | 13. Mai 2012     | Die nackte Wahrheit       | 10. Dez. 2013             |
| 07              | 07               | Life of Riley        | 20. Mai 2012     | Das Leben der Riley Parks | 17. Dez. 2013             |
| 08              | 08               | Games People Play    | 3. Juni 2012     | Gefährliche Spiele        | 24. Dez. 2013             |
| 09              | 09               | Acting Up            | 10. Juni 2012    | Irrungen und Wirrungen    | 31. Dez. 2013             |
| 10              | 10               | Past Is Prologue     | 17. Juni 2012    | Alle auf Anfang?          | 7. Jan. 2014              |

### Staffel 2
| Nummer (gesamt) | Nummer (Staffel) | Originaltitel                       | Erstausstrahlung | Deutscher Titel                  | Deutsche Erstausstrahlung |
| 11              | 01               | ’Till I Make It on My Own           | 10. Mär. 2013    | Immer Ärger mit dem Ex           | 15. Apr. 2014             |
| 12              | 02               | Who’s Cheatin’ Who?                 | 17. Mär. 2013    | Alle Hände voll zu tun           | 22. Apr. 2014             |
| 13              | 03               | Cowboy Up                           | 24. Mär. 2013    | Riskantes Spiel                  | 29. Apr. 2014             |
| 14              | 04               | My Main Trial Is Yet to Come        | 31. Mär. 2013    | Extra gefällig?                  | 6. Mai 2014               |
| 15              | 05               | Hell on Heels                       | 7. Apr. 2013     | Kinder, Kinder                   | 13. Mai 2014              |
| 16              | 06               | Unanswered Prayers                  | 14. Apr. 2013    | Die Kirschen in Nachbars Garten  | 20. Mai 2014              |
| 17              | 07               | I Ain’t Broke But I’m Badly Bent    | 21. Apr. 2013    | Ein unmoralisches Angebot        | 27. Mai 2014              |
| 18              | 08               | Heaven’s Just a Sin Away            | 28. Apr. 2013    | Es gibt für alles ein erstes Mal | 3. Juni 2014              |
| 19              | 09               | Save A Horse, Ride A Cowboy         | 5. Mai 2013      | Das Glück dieser Erde…           | 10. Juni 2014             |
| 20              | 10               | What Part of No                     | 12. Mai 2013     | Runter mit den Nerven            | 17. Juni 2014             |
| 21              | 11               | I Miss Back When                    | 19. Mai 2013     | Ballkönigin                      | 24. Juni 2014             |
| 22              | 12               | When I Say I Do                     | 2. Juni 2013     | Drum prüfe, wer sich ewig bindet | 1. Juli 2014              |
| 23              | 13               | Whatever It Takes                   | 9. Juni 2013     | Die Schlinge zieht sich zu       | 8. Juli 2014              |
| 24              | 14               | What Kind of Fool Do You Think I Am | 16. Juni 2013    | Zwischen Hoffen und Bangen       | 15. Juli 2014             |
| 25              | 15               | Wild Nights are Calling             | 16. Juni 2013    | Was von der Liste übrig bleibt   | 22. Juli 2014             |